# Елий Корд
Вижте пояснителната страница за други личности с името Корд.
Елий Корд, също и като Юний Корд (на латински: Aelius Cordus; Junius Cordus), е вероятно римски историк от 3 век.
Той е споменат и от анонимните автори на древната История на императорите (История Августа). Ползан е от автора Юлий Капитолин в произведенията му Vita Maximini duo и Vita Maximi et Balbini. Произведението на Корд според него се отнася за няколко императори от късния 2 и ранния 3 век (от 193 до 238 г.). Новите изследователи смятат, че е фиктивен историк.